# Западная Экваториальная провинция
За́падная Экваториа́льная прови́нция (англ. Western Equatoria, араб. غرب الاستوائية‎, Gharb al-Istiwa’iyah) — одна из 10 провинций (англ. state — «штат») Южного Судана. 2 октября 2015 года провинция была разделена на штаты Амади (штат), Гбудве и Мариди (штат). Была восстановлена мирным соглашением, подписанным 22 февраля 2020 года.
- Территория 79 319 км².
- Население 619 029 человек (на 2008 год).

Административный центр — город Ямбио. Другие крупные города — Мариди, Эзо, Нзара, Тамбура.

## География
Западная Экватория граничит с Демократической Республикой Конго на юге и с Центральноафриканской Республикой на западе.

## Религия
Примерно половина жителей провинции принадлежат к Римско-Католической церкви, остальные исповедуют анимизм. Провинция входит в юрисдикцию католической епархии Томбура-Ямбио, в которую входит 13 приходов.

## Административное деление

- Восточный Мундри[англ.]
- Западный Мундри[англ.]
- Ибба[англ.]
- Мариди (округ)[англ.]
- Мволо[англ.]
- Нагеро[англ.]
- Нзара (округ)[англ.]
- Тамбура (округ)[англ.]
- Эзо[англ.]
- Ямбио (округ)[англ.]